# Conchylia frosinaria
Conchylia frosinaria là một loài bướm đêm trong họ Geometridae.